# アレックス・カステヤーノス
アレハンドロ・ルイス・カステヤーノス（Alejandro Luis Castellanos, 1986年8月4日 - ）は、アメリカ合衆国・フロリダ州マイアミ出身のプロ野球選手（外野手、内野手）。右投右打。
巨人での愛称は「カスティー」。

## 経歴

### プロ入りとマイナー時代
2008年のMLBドラフト10巡目（全体305位）でセントルイス・カージナルスから指名され、プロ入り。
2010年まで、A+級パームビーチ・カージナルスでプレーした。この間に内野手から外野手に転向する。2011年は、開幕をAA級スプリングフィールド・カージナルスで迎え、テキサスリーグのオールスターゲームに選出された。

### ドジャース入団後
2011年7月31日にラファエル・ファーカルとのトレードで、ロサンゼルス・ドジャースへ移籍した。移籍後は、傘下のAA級チャタヌーガ・ルックアウツで32試合に出場した。オフに40人枠に登録された。
2012年は、開幕をAAA級アルバカーキ・アイソトープスで迎えた。5月31日に怪我で離脱したマット・ケンプに代わりメジャー昇格し、同日のミルウォーキー・ブルワーズ戦でメジャーデビュー。2013年は、メジャーで8試合に出場、マイナーではAAA級アルバカーキで104試合出場した。オフの10月17日にDFAとなり、2013年10月23日にジェレミー・ヘイゼルベイカーとのトレードで、ボストン・レッドソックスへ移籍、12月12日にマイク・ナポリをロースターに登録する為にDFAとなる。12月23日にウェイバーでテキサス・レンジャースへ移籍した。
2014年3月5日にジョー・ソーンダースの加入に伴ってDFAとなる。3月7日にウェイバーでサンディエゴ・パドレスへ移籍し、4月25日にDFAとなり傘下のAAA級エル・パソ・チワワズでプレーした。

### メッツ傘下時代
2014年オフの11月11日にニューヨーク・メッツとマイナー契約を結んだ。
2015年は開幕から傘下のAAA級ラスベガス・フィフティワンズでプレーし、7月19日に自由契約となる。

### 巨人入団後
2015年7月25日に巨人との契約が発表され、背番号は93。7月31日に一軍昇格し、同日の中日ドラゴンズ戦に5番・左翼手で先発出場し2安打するが、以降は全く打てず8月7日に4打席4三振して翌8日に登録抹消された。8月中旬には恋人の出産に立ち会うために一時帰国、再来日後は一軍昇格なく、巨人の御用新聞・機関紙と目されるスポーツ報知でさえ「9月にフォーム改造が伝えられたのを最後に（当時の）紙面からフェードアウト」するなど、後年「歴代助っ人の中でも影の薄さは屈指」と評す有様であった。12月2日に自由契約公示。
2015年12月17日にコロラド・ロッキーズとマイナー契約を結び、2016年は傘下のAAA級アルバカーキ・アイソトープスで49試合に出場して打率.299・6本塁打・25打点・1盗塁、オフの11月7日にFAとなる。2017年1月24日にボルチモア・オリオールズとマイナー契約。しかし、メジャー昇格はならず、2018年は独立リーグでプレーした。

## 詳細情報

### 年度別打撃成績
| 年 度    | 球 団    | 試 合 | 打 席 | 打 数 | 得 点 | 安 打 | 二 塁 打 | 三 塁 打 | 本 塁 打 | 塁 打 | 打 点 | 盗 塁 | 盗 塁 死 | 犠 打 | 犠 飛 | 四 球 | 敬 遠 | 死 球 | 三 振 | 併 殺 打 | 打 率 | 出 塁 率 | 長 打 率 | O P S |
| -------- | -------- | ----- | ----- | ----- | ----- | ----- | -------- | -------- | -------- | ----- | ----- | ----- | -------- | ----- | ----- | ----- | ----- | ----- | ----- | -------- | ----- | -------- | -------- | ----- |
| 2012     | LAD      | 16    | 25    | 23    | 3     | 4     | 0        | 1        | 1        | 9     | 3     | 0     | 0        | 0     | 1     | 0     | 0     | 1     | 8     | 0        | .174  | .200     | .391     | .591  |
| 2013     | LAD      | 8     | 18    | 18    | 2     | 3     | 1        | 0        | 1        | 7     | 1     | 0     | 0        | 0     | 0     | 0     | 0     | 0     | 5     | 0        | .167  | .167     | .389     | .556  |
| 2015     | 巨人     | 6     | 22    | 20    | 2     | 2     | 1        | 0        | 0        | 3     | 1     | 0     | 0        | 0     | 0     | 2     | 0     | 0     | 11    | 0        | .100  | .182     | .150     | .332  |
| MLB：2年 | MLB：2年 | 24    | 43    | 41    | 5     | 7     | 1        | 1        | 2        | 16    | 4     | 0     | 0        | 0     | 1     | 0     | 0     | 1     | 13    | 0        | .171  | .186     | .390     | .576  |
| NPB：1年 | NPB：1年 | 6     | 22    | 20    | 2     | 2     | 1        | 0        | 0        | 3     | 1     | 0     | 0        | 0     | 0     | 2     | 0     | 0     | 11    | 0        | .100  | .182     | .150     | .332  |

- 2018年度シーズン終了時

### 年度別守備成績
| 年 度 | 球 団 | 左翼（LF） | 左翼（LF） | 左翼（LF） | 左翼（LF） | 左翼（LF） | 左翼（LF） | 右翼（RF） | 右翼（RF） | 右翼（RF） | 右翼（RF） | 右翼（RF） | 右翼（RF） | 外野  | 外野  | 外野  | 外野  | 外野  | 外野     |
| 年 度 | 球 団 | 試 合      | 刺 殺      | 補 殺      | 失 策      | 併 殺      | 守 備 率   | 試 合      | 刺 殺      | 補 殺      | 失 策      | 併 殺      | 守 備 率   | 試 合 | 刺 殺 | 補 殺 | 失 策 | 併 殺 | 守 備 率 |
| ----- | ----- | ---------- | ---------- | ---------- | ---------- | ---------- | ---------- | ---------- | ---------- | ---------- | ---------- | ---------- | ---------- | ----- | ----- | ----- | ----- | ----- | -------- |
| 2012  | LAD   | 11         | 6          | 0          | 0          | 0          | 1.000      | 4          | 5          | 0          | 1          | 0          | .833       | -     | -     | -     | -     | -     | -        |
| 2013  | LAD   | 2          | 1          | 0          | 0          | 0          | 1.000      | 6          | 1          | 0          | 0          | 0          | 1.000      | -     | -     | -     | -     | -     | -        |
| 2015  | 巨人  | -          | -          | -          | -          | -          | -          | -          | -          | -          | -          | -          | -          | 5     | 13    | 0     | 0     | 0     | 1.000    |
| MLB   | MLB   | 13         | 7          | 0          | 0          | 0          | 1.000      | 10         | 6          | 0          | 1          | 0          | .857       | -     | -     | -     | -     | -     | -        |
| NPB   | NPB   | -          | -          | -          | -          | -          | -          | -          | -          | -          | -          | -          | -          | 5     | 13    | 0     | 0     | 0     | 1.000    |

- 2018年度シーズン終了時

### 背番号
- 49（2012年 - 2013年途中）
- 26（2013年途中 - 同年終了）
- 93（2015年）

### 登場曲
- 「Schemin Up (feat. Drake and P. Reign)」OB Obrien（2015年）

### 記録
NPB
- 初出場・初先発出場：2015年7月31日、対中日ドラゴンズ15回戦（東京ドーム）、5番・左翼手で先発出場
- 初打席・初安打・初打点：同上、1回裏に大野雄大から右前適時2塁打